# Île Perdue (Loire)
Pour l’article homonyme, voir Île Perdue.
L'île Perdue est une île sur la Loire, en France.
L'île est située au milieu du fleuve, sur le territoire des communes du Cellier et d'Oudon. Elle mesure 190 m de long et 45 m de large, pour une superficie de 0,12 ha.
L'île n'est pas reliée à la rive du fleuve par un pont.